# 중국어 시인 목록
아래는 중국어 시인 목록이다.

## ㄱ
- 가도 (당나라)
- 가의
- 공자진
- 구양수
- 굴원
- 궈모뤄
- 권덕여 (당나라)

## 남태평
- 나라 싱더
- 나쓰메 소세키
- 낙빈왕

## ㄷ
- 당 현종
- 두목
- 두보

## ㄹ
- 린휘인

## ㅁ
- 마오쩌둥
- 마융
- 매요신
- 맹호연
- 무단 (시인)

## ㅂ
- 반고 (후한)
- 반악
- 반첩여
- 백거이
- 베이다오

## ㅅ
- 사마상여
- 사영운
- 설도 (중국)
- 소식 (북송)
- 송옥
- 쉬즈모
- 신기질
- 심약

## ㅇ
- 아이칭
- 양웅
- 양형 (당나라)
- 예형
- 오승은 (명나라)
- 온정균
- 완적
- 왕발
- 왕안석
- 왕유
- 왕융 (서진)
- 왕찬
- 원굉도
- 원이둬
- 원진
- 위원 (1794년)
- 유우석 (당나라)
- 유종원
- 육기
- 육우
- 육유
- 이백
- 이상은 (당나라)
- 이욱
- 이청조
- 이하 (당나라)

## ㅈ
- 장지동 (청나라)
- 장형 (학자)
- 장화 (서진)
- 조비
- 조식 (조위)
- 조조
- 진자앙

## ㅊ
- 채염
- 채옹
- 추근

## ㅎ
- 한유
- 혜강
- 화예부인
- 황정견
- 황종희

## 같이 보기
- 송나라의 시인 (목록)
- 당나라의 시인 (목록)